# تپه برداسپی ۱۱
تپه برداسپی ۱۱ مربوط به عصر مس - هزاره اول و ۲ قبل از میلاد است و در شهرستان اشنویه، بخش نالوس، ۵ کیلومتری شمال غرب شهر نالوس واقع شده و این اثر در تاریخ ۲۸ شهریور ۱۳۸۶ با شمارهٔ ثبت ۱۹۶۳۵ به‌عنوان یکی از آثار ملی ایران به ثبت رسیده است.